# Piława (flod)
För regionen, se Piława. För staden, se Piława Górna.
Piława, tyska: Peile eller tidigare även Reichenbach, är en omkring 45 kilometer lång flod i Nedre Schlesiens vojvodskap i sydvästra Polen, som utgör en biflod till Bystrzyca och därigenom är del av Oders avrinningsområde. Floden har sin källa i de östra utlöparna till Ugglebergen nära byn Kluczowa i Ząbkowice Śląskies kommun, och flyter därifrån norrut genom Piławadalen med staden Piława Górna, genom staden Dzierżoniów och byn Krzyżowa. Söder om Świdnica vänder floden åt nordost och rinner förbi staden öster om stadskärnan för att slutligen mynna i Bystrzyca vid byn Pszenno i Świdnicas landskommun.